# Peromyia fungicola
Peromyia fungicola är en tvåvingeart som först beskrevs av Jean-Jacques Kieffer 1901.  Peromyia fungicola ingår i släktet Peromyia och familjen gallmyggor. Arten är reproducerande i Sverige. Inga underarter finns listade i Catalogue of Life.